# Conservatoire des collections végétales spécialisées
Le Conservatoire des collections végétales spécialisées, abrégé par le sigle CCVS, est une association française de loi de 1901, créée en 1989, à l'initiative de Jean-Noel Burte, Conservateur des Jardins du Luxembourg, Sénat, Paris, et de scientifiques et botanistes amateurs passionnés, qui a pour objectif de fédérer toutes les initiatives privées ou publiques visant à préserver le patrimoine horticole et botanique et en particulier les cultivars et variétés sélectionnés par l'homme, de manière à lutter contre leur disparition.
Son équivalent britannique est Plant Heritage (auparavant connu sous le nom de NCCPG - National Council for the Conservation of Plants and Gardens National Council for the Conservation of Plants and Gardens (en)) et son équivalent allemand le Netzwerk Pflanzensammlungen. 

## Objectifs
L'association a pour objets :
- d'encourager l'introduction, la conservation et la multiplication de plantes peu communes ou peu connues
- d'étudier ces plantes et de diffuser les informations nouvelles les concernant
- de développer la constitution de collections végétales spécialisées
- de favoriser la connaissance et l'enrichissement du patrimoine vivant
- de valoriser les collections de végétaux, avec l'aide des scientifiques, pour la conservation, la recherche et l'éducation

## Activités
L'activité principale du CCVS est la labellisation après cotisation, de collections végétales.  
Deux types de reconnaissances sont attribués, suivant des critères spécifiques :
- Collection Nationale CCVS : collection d'intérêt national qui atteint un niveau d'excellence, notamment par l'ensemble des taxons représentés ;
- Collection Agréée CCVS : collection qui mérite encore de s'enrichir ou qui doit améliorer sa gestion et garantir sa pérennité.

## Partenaires
Ce sont essentiellement des propriétaires ou gestionnaires de collections végétales, publics ou privés, dont des :
- pépiniéristes ;
- collectionneurs amateurs ;
- services d'espaces verts ;
- jardins botaniques ;
- instituts de recherche...

## Publications
Le CCVS édite une revue trimestrielle, Hommes et plantes  (ISSN 1163-4464), qui contient notamment des reportages sur les collections végétales existantes tant en France qu'à l'étranger. 
Le CCVS publie un annuaire des collections labellisées. 

## Fonctionnement
Le CCVS compte environ 300 adhérents et sa présidente est Françoise Lenoble-Prédine.
Son siège est situé à Paris, 46 Rue Beaunier.

## Liste des collections labellisées
La liste des Collections labellisées[Quoi ?] est régulièrement mise à jour sur le site internet du CCVS.
- Acacia : Pépinières Gérard Cavatore, Bormes-les-Mimosas,
- Acer palmatum et japonicum : Michel Madre, Autrey,
- Agave : 
  - Ville de Nice, Nice,
  - Jardin d'oiseaux tropicaux, La Londe-les-Maures,
- Alnus : Conseil départemental des Hauts-de-Seine,
- Aloe : Muséum national d'histoire naturelle, Paris.
- Aracées tropicales : Conservatoire et jardins botaniques de Nancy,
- Artemisia : Laboratoires Yves Rocher,
- Asaret : Jardin botanique Armand David, La Genête,
- Astilbe : Mairie de Paris,
- Begonia : 
  - Conservatoire du Bégonia, Mairie de Rochefort, Rochefort-sur-Mer,
  - B.'Rex cultorum', Mairie de Paris,
- Buxus : 
  - Buxus : Château du Grand Jardin à Joinville,
  - Cultivars de Buxus sempervirens : Ville du Touquet Paris-Plage,
  - Cultivars de Buxus sempervirens et microphylla : Buis de Beausséré
- Caladium : Mairie de Paris,
- Camélia: Parc floral de la Prairie d'Alès.
- Cattleya, Laelia et leurs hybrides : Vacherot et Lecoufle, Boissy-Saint-Léger.
- Ceanothus : Janine et Yves Jarreau,
- Chasmanthe : William Waterfield,
- Chimonobambusa : Bambous de Planbuisson,
- Chrysanthemum : Ville de Saint-Jean-de-Braye,
- Chrysanthemum sensu lato : Mairie de Paris,
- Cistus : Pépinière Filippi, Hérault,
- Clematis cvs. : Pépinières Travers, Loiret,
- Convolvulaceae : Collection nationale de Convolvulacées du Conseil départemental des Hauts-de-Seine,
- Cornus : Jardin botanique, Université Louis-Pasteur, Strasbourg.
- Ficus :
  - Muséum national d'histoire naturelle, Paris,
  - Mairie de Paris, Paris.
- Fuchsia : Jardin des plantes de Rouen.
- Gingko biloba : Pépinière Adeline, La Chapelle-Montlinard.
- Liquidambar : Pépinière Adeline, La Chapelle-Montlinard.
- Mandragora : Yves Coconnier, Montdurausse.
- Nicotiana : Institut du tabac, Bergerac.
- Orchidées : Orchidées Marcel Lecoufle, Boissy-Saint-Léger.
- Paphiopedilum, Phragmipedium et leurs hybrides : Orchidées Vacherot et Lecoufle, Boissy-Saint-Léger.
- Pelargonium : Mairie de Bourges, Bourges.
- Quercus : Arboretum national des Barres, Nogent-sur-Vernisson.
- Rosa : 
  - Roseraie de Bagatelle, Paris (rosiers modernes),
  - Collection de rosiers, Les Rosiers-sur-Loire,
  - Conservatoire botanique national de Gap-Charance, Gap (rosiers botaniques),
  - Roseraie du Val-de-Marne, L'Haÿ-les-Roses (rosiers anciens),
  - roseraie de la Cour de Commer, Commer (rosiers galliques).
- Rhododendron (cultivars): Château de Trévarez (Finistère)
- Rubus: Jardins de Valloires à Argoules (Somme)
- Salvia : Jardin botanique, ville de Nice.
- Sceau de Salomon : Jardin botanique Armand David, La Genête,
- Tilia : Arboretum de Chèvreloup, Le Chesnay.
- Tulipa : Laurent Lieser, Florac.
- Yucca : Jardin d'oiseaux tropicaux, La Londe-les-Maures (Var)